# ヤングリ
ヤングリは、クルカ地方シュムル氏女真族。満洲国マンジュ･グルン樹立まもない頃からヌルハチ (清太祖) に従い、40餘年に亘って大小100以上の戦役で武勲を揚げ、大清国ダイチン･グルン最初期における勢力拡大に貢献した。
太宗ホン･タイジの李氏朝鮮侵攻において陣没し、王爵に追封されて太祖・太宗両朝における唯一の異姓王となった。後に高宗乾隆帝 (弘暦) からは、グヮルギャ氏フュンドン、ニョフル氏エイドゥと併せて「開國勳臣之冠」と評された。(フュンドンとエイドゥはともにヌルハチの開国五大臣アムバンの一人。)

## 略歴
クルカ部 (野人女直の一種) の酋長であった父ランジュが早くからヌルハチを支持し、その厚遇を得ていた縁故で、ヤングリは若くしてヌルハチの侍衛に抜擢された。しかしその後、父ランジュがクルカ部内の者に殺害され、一族は叛徒によって包囲された。ヤングリの母は幼い三弟ナムタイを背負い、刀を佩びると、矢を放って叛徒と戦いながら包囲を脱出し、一族を引き連れてヌルハチの許に帰順 (移徙) した。
幾許もなく、のこったクルカ部が挙ってヌルハチに帰順した。ヤングリはその時、父の仇をその中にみつけて手刃し、その耳と鼻を削いで喰ったという。ヤングリ14歳の年であった。

### ヌルハチ時代
ヤングリの異彩に驚いたヌルハチは日増に信任を深め、娘?を降嫁してエフと呼び、八旗制定に続いて後金国アイシン･グルンを樹立すると、ヤングリは満洲正黄旗に編入された。
ヤングリは鴨緑江ヤル･ウラ駐屯を命じられ、鼠一匹入れぬ厳格な警備で一人の侵犯者も現れなかった。それ以降、ヤングリの戦功は多数に及ぶ。
遼陽攻略における戦功目覚ましいヤングリに、ヌルハチは八王ベイレに次ぐ地位と一等総兵官の職位を与え、左翼兵の統轄を命じたが、またヤングリが交戦中に負った創痍を考え、従軍の責務を解いた。

### ホン･タイジ時代
ホンタイジの治下ではおもに明朝討伐と朝鮮侵攻で再び力を奮った。
天聡8年16345月壬寅17日には、功勲により左翼超品一等公 (宗室貝勒ベイレにつぐ位、外臣の最高位) に叙爵され、さらに「世襲不替」とされた｡
天聡9年1635正月、功臣の徭役免除が決定され、併せてヤングリは牛彔ニル二組の専管を命じられた。
天聡10年16362月13日、ホン･タイジは臣下の冠飾を制定し (冠冕の上の金の装飾で階位を区別する)、ヤングリと宗室篇古フィヤングには「嵌東珠金頂」が賜与された。

### 死歿
崇徳2年1637正月丁未7日、李氏朝鮮の増援部隊を撃つ為、ホン･タイジの命を受けたヤングリは豫親王・多鐸ドドとともに兵を率いて迎撃に向かった。悪天候の中ようやく敵陣営をみつけ、襲撃準備の為にドドの許へ向かったが、岩窟に伏せていた敵敗残兵に鳥鎗 (火縄銃の一種) で撃たれ、重傷を負ったヤングリはその場で陣没。66歳の生涯を閉じた。
敵兵は夜闇に紛れて逃げ、翌戊申8日、ドドが襲撃を開始した時には蛻の殻であった。ヤングリの遺体が舁ぎこまれると、ホン･タイジは哭き通した。そして親らその死を弔い、棺には皇帝の御服である黒貂の皮で作られた衣裳一揃え (裘套帽鞾) が入れられた。
同年11月癸未19日、生前の武勲を讃え、武勲王に追封。祭祀が行われ、碑が建てられた。碑文に曰く、
```
寬溫仁聖皇帝、制して曰く「咨
あゝ
、爾
なむぢ
超品一等公額駙・楊古利、國の爲に宣力し、克
よ
く懋勳を建つ。爰
ここ
に古制に倣ひ、爾を追封して武勳王と爲し、遣官して諭祭し、墓道に立碑し以て垂不朽
うけつが
む」と。
```

### 参加した主な戦役
- 万暦21年1593：
  - 10月：珠舍哩ジュシェリ (白山シャンギャン･アリン部) に侵攻。[19]
  - 閏11月：訥殷ネイェン部に侵攻。[20]
- 万暦23年1595：
  - 6月：ホイファ多璧城ドビ･ホトン攻略。[21][12]
- 万暦26年1598：
  - 安褚拉庫アンチュラク侵攻。
- 万暦27年1599：
  - ハダ討滅。[4][12]
- 万暦35年1607：
  - 1月：李氏朝鮮領内でウラの主将ボクドを斬伐 (→烏碣岩の戦)。[22][12]
  - 5月：渥集ウェジ部赫席黑ヘシヘ侵攻。
  - 9月：輝発城ホイファ･ホトンを攻略し国主メンゲブルを捕縛 (→太祖滅輝発国)。[23][12]
- 万暦39年1611：
  - 木倫ムレン侵攻。
- 万暦40年1612：
  - 烏拉河ウラ･ビラの戦。[24][12]
- 万暦41年1613：
  - ウラ討滅。[24][12]
- 天命 ４年1619：
  - 2月：薩爾滸サルフの戦。[25][12]
  - 鉄嶺に侵攻。
- 天命 ６年1621：
  - 瀋陽・遼陽侵攻。
- 天命10年1625
- 天聡 １年1627：
  - 李氏朝鮮を征討 (→丁卯胡乱)。
- 崇徳 ２年1637：
  - 李氏朝鮮を征討 (→丙子の乱)。

## 族譜
下系図の人名および続柄は基本的に『八旗滿洲氏族通譜』巻6「庫爾喀地方舒穆禄氏」(漢・満) に拠り、その他の文献に拠った処のみ脚註を附す。

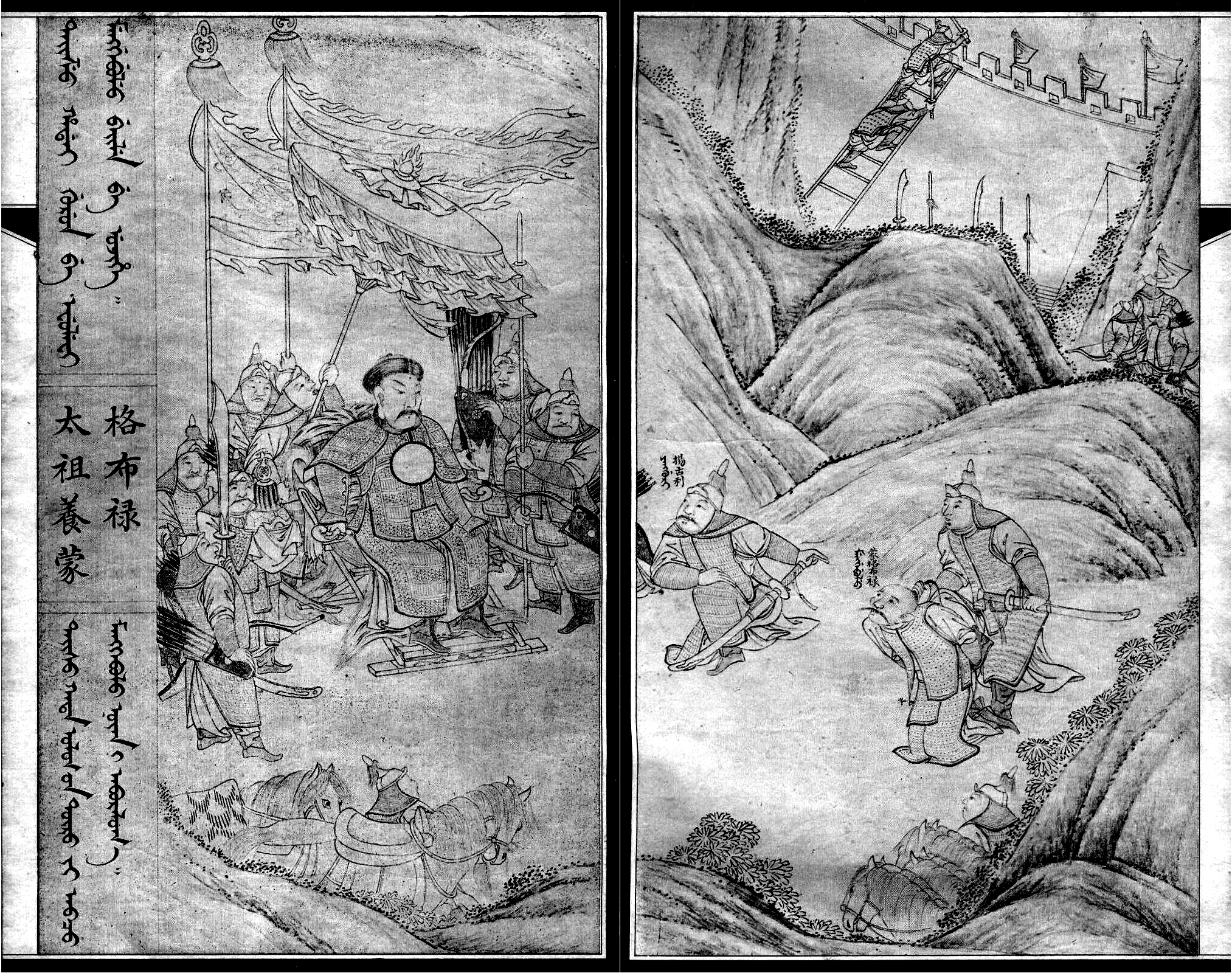
右中段の左端：ハダ国主_{ベイレ}メンゲブルを捕えヌルハチに引き渡すヤングリ (『滿洲實錄』巻3「太祖養蒙格布祿」)

尚、中国の史料に現れる傍系の一族については注意が必要で、譬えば「弟」と書かれていても実際は「弟世代」の意味であり、「実弟」を指す場合には「親弟」または兄弟中の出生順序を冠して「三弟」などと表記される。本系図においてもそれに従い、「親-」または出生順序がつかない場合は「父不詳」とした。

### 父祖
- 父・ランジュ (郎柱langju)：クルカ部酋長。

### 兄弟
- 次弟・レングリ (楞格理lenggri)
- 三弟・ナムタイ (納木泰namtai)

### 妻妾
- 妻：ヌルハチ娘?。[注 4]

### 子女
- 長子・アハダン (阿哈丹ahadan)：参領兼佐領。
  - 孫・エルスン (額爾蓀ersun)：アハダン六子。
- 次子・タジャン (塔瞻tajan)：領侍衛内大臣。
  - 孫・アイシンガ (艾星阿aisingga)：タジャン子。領侍衛内大臣、定西将軍。
    - 曾孫・フシャン (富善/福善[26]fušan)：アイシンガ子。議政大臣、領侍衛内太臣。
      - 玄孫・ハイギン (海金haigin)：フシャン子。領侍衛内大臣。
        - 来孫・フェンシェンゲ (豐盛額fengšengge)：ハイギン子。都統。
          - 昆孫・フンガン (豐安funggan)：フェンシェンゲ子。散秩大臣。

    - 曾孫父不詳・ジェンガン (鄭甘/鄭安[26]jenggan)：ヤングリ曾孫。フシャン弟。[26]佐領。
      - 玄孫父不詳・エレンゲ (俄楞額/額楞格[26]elengge)：ヤングリ玄孫。ハイギン弟。[26]参領。
        - 来孫・エルデンゲ (俄爾登俄/額勒登額[26]eldengge)：エレンゲ子。佐領。
          - 昆孫・舒玉：エルデンゲ子。[26]
- 女名不詳：ヌルハチ第11子・巴布海の継妻。[27]タジャン姉。[28]

#### 昭槤の外祖？
ヌルハチ次子ダイシャンの昆孫にあたる昭槤は、自身の著書『嘯亭雜錄』において
```
余
外祖
舒穆祿武勲王諱
楊古利
……
```

と記している。『愛新覺羅宗譜』に拠れば、昭槤の母は「舒穆祿氏將軍綽爾多」の娘で、『八旗滿洲氏族通譜』に「西安將軍」を務めた「綽爾多coldo」という同名の人物がみえ、続柄は「楊古利額駙yangguri efu之族侄」にあたる「伊爾德ildei」なる人物の曾孫とある。ただし上述の通り、傍系は「親-」とつかぬ限りあてにならない為、ヤングリの実甥である可能性は低い。
- 努爾哈赤ヌルハチ
  - 代善ダイシャン
    - 祜塞
      - 傑書
        - 椿泰
          - 崇安
            - 永恩
              - 昭槤

            - 母

          - 綽爾多coldo

        - 不詳

      - 不詳

    - 伊爾德ildei

  - 不詳
  - 楊古利ヤングリ

#### 徐元夢の祖先？
同じく『嘯亭雜錄』では、「徐元夢sioi yuwan meng」をヤングリの後裔とする。徐元夢は『八旗滿洲氏族通譜』の編纂などに携わった雍正朝の重鎮の一人で、ヤングリと同じくシュムルšumuru氏だが、出身地はヤングリとは異なる「渾春huncun杜麻湖村dumahū gašan地方」で、『八旗滿洲氏族通譜』の記載からはヤングリとの精確な続柄はみいだせない。名前の満文読みからもそれが漢名であることがわかるが、昭槤に拠れば、徐元夢が生まれる前、徐元夢の父が夢で老翁のお告げをきき、徐姓を名のらせたのだという。

## 脚註

### 典拠
1. ↑  “庫爾喀地方舒穆禄氏 kūrka ba i šumuru hala”. 八旗滿洲氏族通譜. 6
2. ↑  “將帥3 (揚古利)”. 國朝耆獻類徵初編. 263
3. ↑  “列傳13 (揚古利)”. 清史稿. 226
4. 1 2  “己亥歲3月段57”. 滿洲實錄. 3
5. ↑  “己亥歲9月1日段355”. 太祖高皇帝實錄. 3
6. 1 2  “天聰8年5月17日段1606”. 太宗文皇帝實錄. 18
7. ↑  “崇德2年11月19日段2233”. 太宗文皇帝實錄. 39
8. ↑  “雍正9年3月25日段27708”. 世宗憲皇帝實錄. 104
9. 1 2  “列傳13 (揚古利)”. 清史稿. 226
10. ↑  “皇上御製詩2”. 欽定八旗通志. 首之四. "……兩朝勲績赫異姓獨封王……"
11. ↑  “乾隆43年1月上10日段45328”. 高宗純皇帝實錄. 1048. "……信勇公費英東……實與揚古利、額亦都、同爲開國勳臣之冠。……"
12. 1 2 3 4 5 6 7 8 9 10 11 12 13  “將帥3 (揚古利)”. 國朝耆獻類徵初編. 263
13. ↑  “庫爾喀地方舒穆祿氏 (楊古利額駙)”. 八旗滿洲氏族通譜. 6
14. ↑  “八旗佐領1 (滿洲佐領縁起)”. 欽定八旗通志. 1
15. ↑  “天聰10年2月13日段1908”. 太宗文皇帝實錄. 27
16. ↑  “崇德2年1月7日段2068”. 太宗文皇帝實錄. 33
17. ↑  “崇德2年1月8日段2069”. 太宗文皇帝實錄. "33"
18. ↑  “崇德2年11月19日段2233”. 太宗文皇帝實錄. 39
19. ↑  “癸巳歲10月1日段327”. 太祖高皇帝實錄. 2
20. ↑  “癸巳歲閏11月段48”. 滿洲實錄. 2
21. ↑  “乙未歲6月段50”. 滿洲實錄. 2
22. ↑  “丁未歲段69”. 滿洲實錄. 3
23. ↑  “丁未歲9月6日段71”. 滿洲實錄. 3
24. 1 2  “壬子歲段81”. 滿洲實錄. 3
25. ↑  “天命4年2月15日段131”. 滿洲實錄. 5
26. 1 2 3 4 5 6 7  “正黃旗滿洲佐領 上 (第二參加領第五佐領)”. 欽定八旗通志. 4
27. ↑  “丙3 (皇十一子 - 愛新覺羅•巴布海 (鎭國將軍))”. 愛新覺羅宗譜. 11. p. 5561
28. ↑  “崇德1年7月25日段1980”. 太宗文皇帝實錄. 30
29. ↑  “楊武勲王”. 嘯亭雜錄. 2
30. ↑  “長子-昭連（候補主事）”. 愛新覺羅宗譜. 8-乙4. p. 3989
31. ↑  “庫爾喀地方舒穆祿氏 (伊爾德)”. 八旗滿洲氏族通譜. 6
32. ↑  “各地方舒穆禄氏 (席爾泰)”. 八旗滿洲氏族通譜. 6
33. ↑  “徐文定公”. 嘯亭雜錄. 2

### 註釈
1. ↑  参考：ᡧᡠᠮᡠᡵᡠ ᡥᠠᠯᠠ (舒穆禄氏šumuru hala)[1]。『國朝耆獻類徵初編』[2]は「琿春地方」とし、『清史稿』[3]もこれに従っている。
2. ↑  参考：爵位はその人一代限りで消滅するものと、世襲できるが一代ごとに等級がさがるものと、等級がさがらず世襲できるものとがあり、この場合は等級をさげずに世襲できるものを指す。
3. ↑  参考：「東珠」は満州東部で採れる大粒の真珠の一種。「嵌東珠金頂」は読んで字の如く、東珠を嵌めた金頂の意。この冠冕は「頂戴dǐngdài」とも呼ばれる。
4. ↑  参考：『清史稿』「公主表」や『愛新覺羅宗譜』に記載なし。ヌルハチ兄弟の娘 (ヌルハチ姪) や養女にも記載なし。
5. ↑  参考：満文版原文「mukūn i jui」。「mukūn」は宗族 (同姓一族)、「i」は格助詞「の」、「jui」は子の意。

## 文献

### 史書
- 『清實錄』
  - 編者不詳『滿洲實錄』乾隆46年1781 (漢) ＊中央研究院歴史語言研究所版
    - 『ᠮᠠᠨᠵᡠ ᡳ ᠶᠠᡵᡤᡳᠶᠠᠨ ᡴᠣᠣᠯᡳmanju i yargiyan kooli』乾隆46年1781 (満) ＊今西春秋版

  - 覚羅氏勒德洪『太祖高皇帝實錄』崇徳元年1636 (漢) ＊中央研究院歴史語言研究所版
  - 馬佳氏図海, 他『太宗文皇帝實錄』順治6年1649 (漢) ＊中央研究院歴史語言研究所版
- 四庫全書
  - 愛新覚羅氏弘昼, 西林覚羅氏鄂尔泰, 富察氏福敏, 徐元夢『八旗滿洲氏族通譜』乾隆9年1744 (漢) ＊Harvard Univ. Lib.所蔵版
    - 『ᠵᠠᡴᡡᠨ ᡤᡡᠰᠠᡳ ᠮᠠᠨᠵᡠᠰᠠᡳ ᠮᡠᡴᡡᠨ ᡥᠠᠯᠠ ᠪᡝ ᡠᡥᡝᡵᡳ ᡝᠵᡝᡥᡝ ᠪᡳᡨᡥᡝJakūn gūsai Manjusai mukūn hala be uheri ejehe bithe』乾隆10年1745 (満) ＊東京大学アジア研究図書館デジタルコレクション版

  - 富察氏福隆安『欽定八旗通志』嘉慶元年1796 (漢) ＊Wikisource
- 愛新覚羅氏昭槤『嘯亭雜錄』光緒1年1875 (漢) ＊商務印書館版
- 李恒『國朝耆獻類徵初編』光緒16年1890 (漢) ＊明文書局版
- 趙爾巽『清史稿』清史館, 民国17年1928 (漢) ＊中華書局版